# Celawan
Celawan is een bestuurslaag in het regentschap Serdang Bedagai van de provincie Noord-Sumatra, Indonesië. Celawan telt 6434 inwoners (volkstelling 2010).